# Chico & Rita
Chico & Rita è un film d'animazione del 2010 diretto da Fernando Trueba, Javier Mariscal e Tono Errando.

## Trama
Nella Cuba del 1948 Chico, un giovane pianista sognatore, e Rita, una bella e talentuosa cantante, si innamorano. Ad unirli è la passione per il bolero: come in tutti i grandi amori, anche il loro sentimento va a braccetto con la sofferenza.

## Distribuzione
Dopo l'uscita nelle sale britanniche il 19 novembre 2010, il film è stato distribuito in Spagna il 25 febbraio 2011.

## Premi
Nel 2011 il film ha vinto sia il Premio Goya che l'European Film Award per il miglior film d'animazione.
È stato inoltre candidato, sempre nella stessa categoria, anche ai Premi Oscar 2012.